# Bring 'em Out
Bring 'em Out is de derde single van het Urban Legend, het derde album van de Amerikaanse rapper T.I., in samenwerking met Jay-Z. Het nummer werd uitgebracht op 25 oktober 2004 door het platenlabel Grand Hustle/Atlantic, en behaalde de 9de positie in de Billboard Hot 100. Het nummer werd geproduceerd door Swizz Beatz, hij levert ook enkele vocale bijdragen aan het nummer. In het nummer maakt T.I. gebruik van een sample uit het nummer What More Can I Say van Jay-Z. 
Tijdens de NBA finales in 2006 werd het nummer gebruikt tijdens de introductie van de spelers van Miami Heat. Daarnaast wordt het nummer veelvuldig gebruikt tijdens wedstrijden van Brooklyn Nets en het footballteam van de Rutgers Universiteit. 
De videoclip voor "Bring Em Out" werd geregisseerd door Fats Cats en werd opgenomen in Atlanta. DJ Drama en Jazze Pha maken een gastoptreden in deze clip.
Het Nederlandse rapduo The Opposites maakte in 2005 een cover van het nummer in samenwerking met Darryl, QF en Nina. In 2006 gebruikte Girl Talk een sample van Bring Em Out" in zijn  nummer That's My Dj'.'

## Hitlijsten
| Hitlijst(2004)                       | Hoogste positie |
| ------------------------------------ | --------------- |
| Tokio Hot 100                        | 42              |
| UK Singles Chart                     | 59              |
| U.S. Billboard Hot 100               | 9               |
| U.S. Billboard Hot R&B/Hip-Hop Songs | 6               |
| U.S. Billboard Hot Rap Tracks        | 4               |